# IC 1290
IC 1290 је група звијезда у сазвјежђу Стријелац која се налази на листи објеката дубоког неба у Индекс каталогу.
Деклинација објекта је - 24° 5' 47" а ректасцензија 18h 38m 35,2s. IC 1290 је још познат и под ознакама ESO 523-**5.